# Pilosamon guinotae
Pilosamon guinotae is een krabbensoort uit de familie van de Potamidae. De wetenschappelijke naam van de soort is voor het eerst geldig gepubliceerd in 2010 door Yeo & Naiyanetr.